# Melanotaenia papuae
Melanotaenia papuae é uma espécie de peixe da família Melanotaeniidae.
É endémica da Papua-Nova Guiné.
Características: O Arco Íris Melanotaenia papue é um peixe ornamental que se destaca pela sua coloração bastante chamativa daí vem o motivo de seu nome. Apesar de seu tamanho reduzido, esse peixinho possui um corpo robusto que se destaca. 
Comportamento e Coabitação com outras espécies: é um peixe muito sociável e de hábitos tranquilos. Espécie bastante sociável, por isso aconselha-se a mantê-lo em grupos de pelo menos 6 espécimes ou mais, usando como base duas fêmeas para cada macho, assim o Peixe Arco Íris irá apresentar cores ainda mais chamativas. 
Ambientação do aquário: na montagem do aquário, deixe bastante espaço para que o Peixe Arco Íris  possa se movimentar livremente. A decoração deve ser simples e similar à encontrada na natureza. O Peixe Arco lris  gosta de nadar entre as plantas e raízes, como em seu habitat natural, então use e abuse das plantas. Conheça nossa linha de aquascape com lindas opções de botânicos, substratos e tocas para peixes para ornamentar seu aquário.    
Parâmetros da água: a temperatura ideal é em torno de 22 a 30 graus, PH  de 6,6 a 7,4 e água mole com DH de 0 a 3.  O aquário precisa de uma boa filtração para garantir uma boa aerização.